# تپه‌های وطن
تپه‌های وطن (انگلیسی: Hills of Home) یک فیلم درام آمریکایی به کارگردانی فرد ام. ویلکاکس است که در سال ۱۹۴۸ منتشر شد.

## بازیگران
- ادموند گون
- دونالد کریسپ
- تام دریک
- جنت لی
- ریس ویلیامز
- رجینالد اوئن
- ادموند برئون
- آلن نیپی‌یر
- لامزدن هیر
- جیمز فینلیسون